# Фолджер, Байрон
Байрон Кей Фолджер (англ. Byron Kay Foulger, 27 августа 1899 — 4 апреля 1970) — американский характерный актёр, снимавшийся в кино и на телевидении в 1930—1960-х годах.
За свою многолетнюю карьеру Фолджер появился в пяти картинах, которые были номинированы на Оскар — «Ты не можешь взять это с собой» (1938), «Лётчик-испытатель» (1938), «Мистер Смит едет в Вашингтон» (1939), «Человеческая комедия» (1943) и «С тех пор, как ты ушёл» (1944). Кроме того, он сыграл в таких значимых фильмах, как «Пленник Зенды» (1937), «Уступи место завтрашнему дню» (1937), «Юнион Пасифик» (1939), «Великий Макгинти» (1940), «Странствия Салливана» (1941), «Улица греха» (1945), «Почтальон всегда звонит дважды» (1946), «Они живут по ночам» (1948), «Самсон и Далила» (1949) и «Долгое жаркое лето» (1958).

## Ранние годы и начало карьеры
Байрон Фолджер родился 27 августа 1899 года в Огдене, Юта. Некоторое время Фолджер учился в Университете Юты и играл в местном театре, а в 1920-е годы дебютировал на Бродвее. В 1920-22 годах он сыграл в таких бродвейских постановках, как «Медея» (1920), «Процесс Жанны д’Арк» (1921), «Ифигения в Авлиде» (1921), «Мистер Фауст» (1922) и «Кандида» (1922). Во всех пяти постановках играл земляк Фолджера и его будущий партнёр по театру и кино Морони Олсен. Затем вместе с труппой Морони Олсена Фолджер гастролировал по западному побережью страны, что в итоге привело его в знаменитый Театр Пасадины, где он стал работать как актёром, так и режиссёром.

## Карьера в кино в 1932—1970 годах
Фолджер впервые появился на экране в 1932 году в небольшой роли посетителя ночного клуба в фильме «Ночной клуб». Два года спустя он сыграл эпизодическую роль деревенского жителя в исторической мелодраме «Маленький священник» (1934) с Кэтрин Хепбёрн в главной роли. Карьера Фолджера получила бурный старт в 1937 году, после чего, по словам историка кино Карен Хэннсберри, он «редко сидел без дела. В течение следующего десятилетия он появлялся в среднем в 21 фильме в год, достигнув пика в 1944 году, когда он сыграл небольшие роли в колоссальном числе фильмов».
В 1930-40-е годы этот, по словам Хэннсберри, «непритязательный характерный актёр» сыграл небольшие роли в таких значимых голливудских картинах, как приключенческая мелодрама «Пленник Зенды» (1937), комедия с братьями Маркс «День на скачках» (1937), мелодрама «Уступи место завтрашнему дню» (1937), романтическая комедия «Ты не можешь взять это с собой» (1938), вестерн «Юнион Пасифик» (1939) и сатирическая комедия «Мистер Смит едет в Вашингтон» (1939) . Обычно Фолджер не попадал в титры этих фильмов категории А, но в фильмах категории В, таких, как фантастические криминальные ленты «Человек, которого не смогли повесить» (1939) и «Человек с девятью жизнями» (1940), детектив «Коготь пантеры» (1943) и шпионский киносериал «Главный ключ» (1945), он играл «более существенные роли».
В 1940-е годы Фолджер вошёл в актёрскую команду режиссёра Престона Стёрджеса, сыграв в пяти сатирических комедиях режиссёра, включая «Великий Макгинти» (1940), «Странствия Салливана» (1941), которая мгновенно стала классикой Голливуда, «История Палм-Бич» (1942), «Чудо в Морганс-Крик» (1943) и «Великий момент» (1944). В этот период Фолджер появился также в таких значимых фильмах, как мелодрама «Когда ты ушёл» (1944) с Клодетт Кольбер, приключенческая лента «Три мушкетёра» (1948) с Джином Келли в роли д’Артаньяна, библейская драма «Самсон и Далила» (1949) с Хейди Ламарр и Виктором Мэтьюром, а также приключенческая мелодрама «Могучий Джо Янг» (1949).

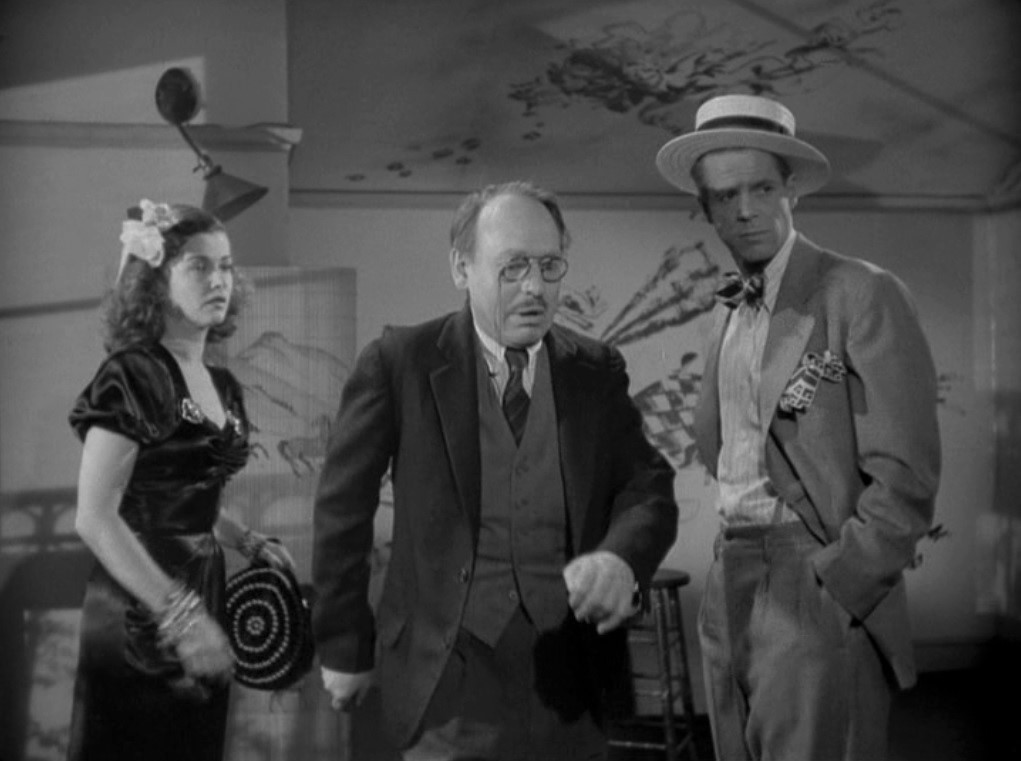
Джоан Беннетт, Байрон Фолджер и Дэн Дьюриа в фильме «Улица греха» (1945)

В 1944-50 годах Фолджер сыграл небольшие роли в целой серии фильмов нуар, среди них «Когда незнакомцы женятся» (1944), «Министерство страха» (1944), «Улица греха» (1945), «Загнанный в угол» (1945), «Крайний срок — на рассвете» (1946), «Почтальон всегда звонит дважды» (1946), «Саспенс» (1946), «Мне не поверят» (1947), «Он бродил по ночам» (1948), «Тёмный город» (1950), «Станция Юнион» (1950) и «Снайпер» (1952). Самую заметную роль в жанре нуар Фолджер получил в фильме «Они живут по ночам» (1948), сыграв любезного, словоохотливого владельца горного домика, в котором некоторое время скрываются от преследования герои фильма в исполнении Фарли Грейнджера и Кэти О’Доннелл.
Среди поздних фильмов Фолджера наиболее значимыми были мелодрама «Звезда» (1952) с Бетт Дейвис в главной роли, вестерн «Силвер-Лоуд» (1954), мелодрама с Полом Ньюманом «Долгое жаркое лето» (1958) и звёздная комедия «Пригоршня чудес» (1961), а также вестерны «Скачи по высокогорью» (1962) и «Жил-был обманщик» (1970) . В 1957 году режиссёр Уильям Бодин в порядке шутки снял Фолджера в комедии с мальчиками из Бауэри «Вверх в дыму», где актёр, уйдя от своего привычного амплуа, «превосходно сыграл ликующего сатану с блестящими глазами».

## Карьера на телевидении в 1950—1968 годах

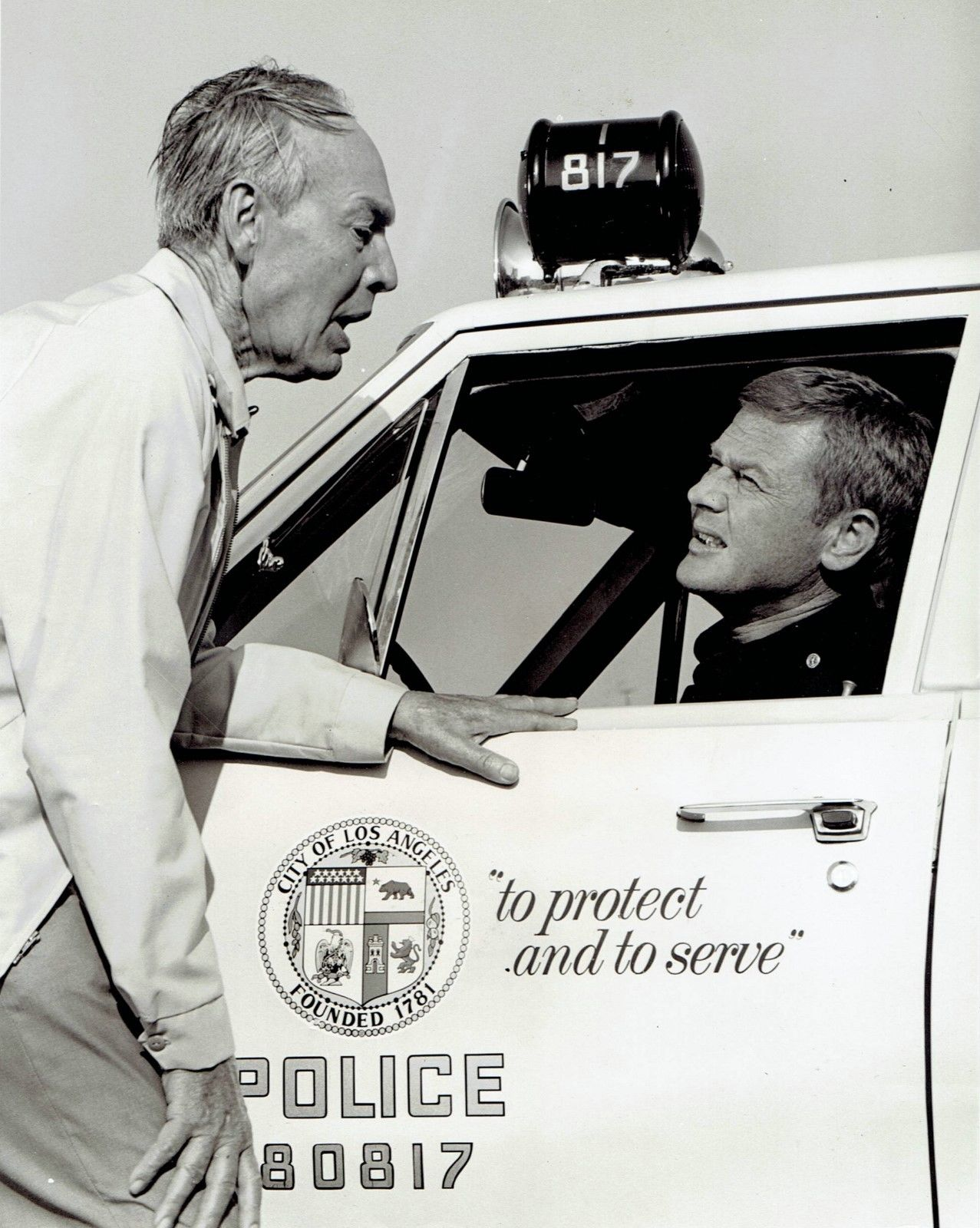
Байрон Фолджер и Мартин Милнер в телесериале «Адам-12» (1968)

Работу Фолджера в кино дополняла не менее насыщенная карьера на малом экране. Начиная с конца 1950 года, Фолджер стал регулярно появляться на телевидении в маленьких характерных ролях и эпизодах в десятках сериалов. Он, в частности, сыграл в таких популярных телесериалах, как «Одинокий рейнджер» (1950-57), «Я люблю Люси» (1953), «Маверик» (1958), «Сумеречная зона» (1959), «Караван повозок» (1959-64), «Сыромятная плеть» (1960-63), «Хэйзел» (1960-61), «Дымок из ствола» (1962-66), «Перри Мейсон» (1962-65), «Шоу Энди Гриффита» (1965-66), «Напряги извилины» (1966), «Зелёные просторы» (1966), «Манкиз» (1967), «Ларедо» (1967) и «Адам 12» (1968).
В ситкоме «Станция Юбочкино» Фолджер в разные периоды сумел сыграть две постоянные роли: в 1965 году в четырёх эпизодах он играл мистера Гирни, а в 18 эпизодах сезона 1968-69 годов — инженера Уэнделла Гиббса. Кроме того, в семи эпизодах ситкома «Капитан Найс» (1967) Фолджер был отцом главного героя, который всё время сидел за чтением газеты. Во время демонстрации этого недолговечного сериала Фолджер говорил: «Единственные части моего тела, которые попадают в кадр — это ноги и макушка, и мне не надо учить более, чем строчку или две. Я бы не хотел посвятить остаток своей жизни сидению за газетой, но платят здесь хорошо, и, кроме того, у меня есть дублёр и большая гримёрка».

## Актёрское амплуа и оценка творчества
Как отмечено на сайте Turner Classic Movies, характерный актёр Байрон Фолджер имел длительную и плодотворную экранную карьеру, охватившую четыре десятилетия. В эти годы «его хорошо узнаваемое лицо можно увидеть более чем в 500 фильмах и эпизодах различных телесериалов». По замечанию Эриксона, «в очках, с усами, дрожащим подбородком и луновидным лицом, Фолджер стал одним из самых знакомых лиц на экране». Как написала Хэннсберри, «амплуа Байрона Фолджера наиболее точно можно описать как „человек на заднем плане“. В большинстве случаев его имя в титрах не указывалось, а в других случаях его роль часто определялась только по роду занятий — мировой судья, коронер, дежурный, аптекарь, работник морга».
Как отмечает Эриксон, в начале карьеры он часто играл «нытиков, слабовольных лизоблюдов, лицемерных продавцов, ловких политических назначенцев, и иногда убийц вне подозрений». По информации Turner Classic Movies, роли «ноющих, хитрых и неискренних персонажей второго ряда он получал роли во множестве картин. Владельцы магазинчиков, бизнесмены, банковские кассиры — этот тип малых, но необходимых ролей, который был его сильной стороной». Как указал Эриксон, помимо работы в кино Фолджер создал также целую галерею образов на телевидении. В одном из эпизодов «Сумеречной зоны» (1959) Гиг Янг говорит, что видел аптекаря (которого играет Фолджер) ранее. На что аптекарь отвечает: «У меня просто такое лицо».

## Личная жизнь
В 1921 году Фолджер женился на актрисе Дороти Адамс, прожив с ней в браке до своей смерти. В 1929 году у пары родилась дочь Рейчел Эймс, которая также стала актрисой.

## Смерть
4 апреля 1970 года вскоре после завершения съёмок в роли священника в фильме «Ковбои округа Калико» (1970), Байрон Фолджер умер от сердечной недостаточности. Актёру было 70 лет.

## Фильмография
| Год       |     | Русское название                              | Оригинальное название                  | Роль                                                    |
| --------- | --- | --------------------------------------------- | -------------------------------------- | ------------------------------------------------------- |
| 1932      | ф   | Ночной мир                                    | Night World                            | мистер Бейби, клиент ночного клуба (в титрах не указан) |
| 1932      | ф   | Маленький священник                           | The Little Minister                    | деревенский житель в Стаббинге (в титрах не указан)     |
| 1936      | ф   | Тайна президента                              | The President's Mystery                | (в титрах не указан)                                    |
| 1937      | ф   | Кража в воздухе                               | Larceny on the Air                     | Пит Андорка                                             |
| 1937      | ф   | Дьявольский бриллиант                         | The Devil Diamond                      | Оле, слуга                                              |
| 1937      | ф   | Дик Трейси                                    | Dick Tracy                             | Корвитч                                                 |
| 1937      | ф   | Это случилось в Голливуде                     | It Happened in Hollywood               | Чет (в итрах не указан)                                 |
| 1937      | ф   | Счастье ревущего лагеря                       | The Luck of Roaring Camp               | Кентак                                                  |
| 1937      | ф   | Дьюк возвращается                             | The Duke Comes Back                    | Питерс                                                  |
| 1937      | ф   | Пленник Зенды                                 | The Prisoner of Zenda                  | Иоганн (в титрах не указан)                             |
| 1937      | ф   | Уступи место завтрашнему дню                  | Make Way for Tomorrow                  | мистер Дейл (в титрах не указан)                        |
| 1937      | ф   | День на скачках                               | A Day at the Races                     | зритель на скачках (в титрах не указан)                 |
| 1937      | ф   | Дьявод за рулём                               | The Devil Is Driving                   | мистер Мюллер (в титрах не указан)                      |
| 1937      | ф   | Подлинное признание                           | True Confession                        | эксперт по баллистике (в титрах не указан)              |
| 1938      | ф   | Рождённый быть диким                          | Born to Be Wild                        | муж                                                     |
| 1938      | ф   | Это всё в твоей голове                        | It's All in Your Mind                  | Уилбург Крейн                                           |
| 1938      | ф   | Провинившиеся родители                        | Delinquent Parents                     | Герберт Эллис                                           |
| 1938      | ф   | Парень с Десятой авеню                        | Tenth Avenue Kid                       | доктор Белнэп                                           |
| 1938      | ф   | Паутина                                       | The Spider's Web                       | Аллен Робертс                                           |
| 1938      | ф   | Опороченный ангел                             | Tarnished Angel                        | второй инвалид                                          |
| 1938      | ф   | Я преступник                                  | I Am a Criminal                        | Эд Харпер                                               |
| 1938      | ф   | Экспресс изгнания                             | Exile Express                          | Серж                                                    |
| 1938      | ф   | Ты не можешь взять это с собой                | You Can't Take It with You             | ассистент Кирби (в титрах не указан)                    |
| 1938      | ф   | Король газетных торговцев                     | King of the Newsboys                   | владелец газеты (в титрах не указан)                    |
| 1938      | ф   | Лётчик-испытатель                             | Test Pilot                             | дизайнер (в титрах не указан)                           |
| 1938      | ф   | Леди в морге                                  | The Lady in the Morgue                 | Эл Хорн (в титрах не указан)                            |
| 1938      | ф   | Криминальная сеть                             | Crime Ring                             | Джордж Майлс (в титрах не указан)                       |
| 1938      | ф   | Разгром рэкета                                | Smashing the Rackets                   | Алверсон, химик (в титрах не указан)                    |
| 1938      | ф   | Я закон                                       | I Am the Law                           | Симпсон (в титрах не указан)                            |
| 1938      | ф   | Безумная мисс Мэнтон                          | The Mad Miss Manton                    | помощник редактора новостей (в титрах не указан)        |
| 1938      | ф   | Человек, которого надо помнить                | A Man to Remember                      | кассир в банке (в титрах не указан)                     |
| 1938      | ф   | Мальчик гангстера                             | Gangster's Boy                         | секретарь окружного прокурора (в титрах не указан)      |
| 1938      | ф   | Скажи это по-французски                       | Say It in French                       | шведский привратник (в титрах не указан)                |
| 1938      | ф   | Разгром шпионской сети                        | Smashing the Spy Ring                  | Шустер, он же Куирк (в титрах не указан)                |
| 1939      | ф   | Бунт на «Чёрном орле»                         | Mutiny on the Blackhawk                | Кумбс, матрос                                           |
| 1939      | ф   | Девушка из Рио                                | Girl from Rio                          | Уильям Уилсон                                           |
| 1939      | ф   | Человек, которого не смогли повесить          | The Man They Could Not Hang            | Лэнг                                                    |
| 1939      | ф   | Мистер Смит едет в Вашингтон                  | Mr. Smith Goes to Washington           | секретарь Хоппера (в титрах не указан)                  |
| 1939      | ф   | Некоторые любят погорячее                     | Some Like It Hot                       | радиоведущий (в титрах не указан)                       |
| 1939      | ф   | Юнион Пасифик                                 | Union Pacific                          | Эндрю Уиппл (в титрах не указан)                        |
| 1939      | ф   | Телевизионный шпион                           | Television Spy                         | Уильям Шелдон                                           |
| 1939      | ф   | Тайна белой комнаты                           | Mystery of the White Room              | коронер (в титрах не указан)                            |
| 1939      | ф   | Дайте нам жить                                | Let Us Live                            | окружной прокурор (в титрах не указан)                  |
| 1939      | ф   | Улицы Нью-Йорка                               | Streets of New York                    | »убийца» в классе (в титрах не указан)                  |
| 1939      | ф   | Пропавшие дочери                              | Missing Daughters                      | Берт Форд (в титрах не указан)                          |
| 1939      | ф   | Девушка из Мексики                            | The Girl from Mexico                   | охранник у входа в доставку (в титрах не указан)        |
| 1939      | ф   | Ноги на миллион долларов                      | Million Dollar Legs                    | Фредерик Дэй, секретарь Дина Висби (в титрах не указан) |
| 1939      | ф   | У Энди Харди весенняя аллергия                | Andy Hardy Gets Spring Fever           | Марк Хансен (в титрах не указан)                        |
| 1939      | ф   | Оратор                                        | The Spellbinder                        | Дж.Дж. Хенкинс, аудитор (в титрах не указан)            |
| 1939      | ф   | Только ради имени                             | In Name Only                           | Оуэн, клерк (в титрах не указан)                        |
| 1939      | ф   | Гавайские ночи                                | Hawaiian Nights                        | Эванс (в титрах не указан)                              |
| 1939      | ф   | Судьёй является женщина                       | A Woman Is the Judge                   | эксперт по баллистике (в титрах не указан)              |
| 1939      | ф   | Саботаж                                       | Sabotage                               | Генри, муж Лоры Остин (в титрах не указан)              |
| 1939      | ф   | Остерегайтесь привидений!                     | Beware Spooks!                         | банковский кассир (в титрах не указан)                  |
| 1939      | ф   | Плохой маленький ангел                        | Bad Little Angel                       | редактор «Нью-Сентинел» (в титрах не указан)            |
| 1939      | ф   | Тайна доктора Килдэра                         | The Secret of Dr. Kildare              | сотрудник больницы (в титрах не указан)                 |
| 1940      | ф   | Герои в седле                                 | Heroes of the Saddle                   | суперинтендант Меллони                                  |
| 1940      | ф   | Флэш Гордон покоряет Вселенную                | Flash Gordon Conquers the Universe     | профессор Дрок                                          |
| 1940      | ф   | Человек с девятью жизнями                     | The Man with Nine Lives                | доктор Бассетт                                          |
| 1940      | ф   | Эдисон, человек                               | Edison, the Man                        | Эдвин Холл                                              |
| 1940      | ф   | Неукротимый                                   | Untamed                                | Нельс                                                   |
| 1940      | кор | Хорошие плохие мальчики                       | Good Bad Boys                          | мистер Стивенс                                          |
| 1940      | ф   | Убийство в небе                               | Sky Murder                             | Кьюз                                                    |
| 1940      | ф   | Аризона                                       | Arizona                                | Пит Китчен                                              |
| 1940      | ф   | Эллери Куин, мастерский детектив              | Ellery Queen, Master Detective         | Амос                                                    |
| 1940      | ф   | Эйб Линкольн в Иллинойсе                      | Abe Lincoln in Illinois                | политик (в титрах не указан)                            |
| 1940      | ф   | Великий Макгинти                              | The Great McGinty                      | секретарь губернатора (в титрах не указан)              |
| 1940      | ф   | Двойные неприятности Святого                  | The Saint's Double Trouble             | Эфраим Бёрд (в титрах не указан)                        |
| 1941      | ф   | Верхом на радуге                              | Ridin' on a Rainbow                    | Мэтт «Поп» Эванс                                        |
| 1941      | ф   | Монстр, рожденный людьми                      | Man Made Monster                       | психиатр №2                                             |
| 1941      | ф   | Сис Хопкинс                                   | Sis Hopkins                            | Джо                                                     |
| 1941      | ф   | Несовершеннолетние                            | Under Age Дауни                        |                                                         |
| 1941      | ф   | Она знала все ответы                          | She Knew All the Answers               | человек                                                 |
| 1941      | ф   | Возлюбленная в кампусе                        | Sweetheart of the Campus               | доктор Бейли                                            |
| 1941      | ф   | Смертельная игра                              | The Deadly Game                        | управляющий мотелем                                     |
| 1941      | ф   | Таинственный корабль                          | Mystery Ship                           | Вассерман                                               |
| 1941      | кор | Заботливые руки                               | Helping Hands                          | глава гражданского совета                               |
| 1941      | кор | Вернитесь, мисс Пиппс                         | Come Back, Miss Pipps                  | адвокат Артур Принс                                     |
| 1941      | ф   | Странствия Салливана                          | Sullivan's Travels                     | мистер Валделл                                          |
| 1941      | ф   | Парень-ковбой                                 | Dude Cowboy                            | Фрэнк Адамс                                             |
| 1941      | ф   | Гарвард! Вот и я!                             | Harvard, Here I Come!                  | профессор Элвин                                         |
| 1941      | ф   | Дорога к счастью                              | Road to Happiness                      | Джексон                                                 |
| 1942      | ф   | Человек из штаба                              | Man from Headquarters                  | управляющий гостиницей Кларк                            |
| 1942      | ф   | Кто это, Хоуп Шуйлер?                         | Who Is Hope Schuyler?                  | Джордж                                                  |
| 1942      | ф   | Коготь пантеры                                | The Panther's Claw                     | Эверетт П. Дигберри                                     |
| 1942      | ф   | Ремонтная бригада                             | Wrecking Crew                          | работник миссии                                         |
| 1942      | ф   | Приготовиться к бою                           | Stand by for Action                    | приятель фармацевта Док Миллер                          |
| 1942      | ф   | Тихо, пожалуйста: убийство                    | Quiet Please, Murder                   | Эдмунд Уолпол (в тирах не указан)                       |
| 1942      | ф   | Пальцы на окне                                | Fingers at the Window                  | птичник (в титрах не указан)                            |
| 1942      | ф   | История Палм-Бич                              | The Palm Beach Story                   | торговец ювелирными изделиями (в титрах не указан)      |
| 1943      | ф   | Дикси Дуган                                   | Dixie Dugan                            | секретарь                                               |
| 1943      | ф   | Хоппи получает повестку в суд                 | Hoppy Serves a Writ                    | Данверс (владелец магазина)                             |
| 1943      | ф   | Палачи тоже умирают!                          | Hangmen Also Die!                      | Бартос                                                  |
| 1943      | ф   | Чёрный ворон                                  | The Black Raven                        |                                                         |
| 1943      | ф   | Привет, Диддл, Диддл                          | Hi Diddle Diddle                       | Уотсон                                                  |
| 1943      | ф   | Серебряные шпоры                              | Silver Spurs                           | мировой судья                                           |
| 1943      | ф   | В старой Оклахоме                             | In Old Oklahoma                        | Уилкинс                                                 |
| 1943      | ф   | Сокол наносит ответный удар                   | The Falcon Strikes Back                | гостиничный клерк (в титрах не указан)                  |
| 1943      | ф   | Чудо в Морганс-Крик                           | The Miracle of Morgan's Creek          | секретарь Макгинти (в титрах не указан)                 |
| 1943      | ф   | Человеческая комедия                          | The Human Comedy                       | мистер Блентон, тренер на треке (в титрах не указан)    |
| 1944      | ф   | Красивый, но разорённый                       | Beautiful But Broke                    | Маквелл Маккей                                          |
| 1944      | ф   | Маленький секрет Генри Олдрича                | Henry Aldrich's Little Secret          | сборщик счетов                                          |
| 1944      | ф   | Поворот в седле                               | Swing in the Saddle                    | шериф Морт Такер                                        |
| 1944      | ф   | Брак – это частное дело                       | Marriage Is a Private Affair           | Нед Болтон                                              |
| 1944      | ф   | Тайна речной лодки                            | Mystery of the River Boat              | доктор Х. Хартман                                       |
| 1944      | ф   | Враг женщин                                   | Enemy of Women                         | Краузе, коричневорубашечник                             |
| 1944      | ф   | Тёмная гора                                   | Dark Mountain                          | Харви Бейтс                                             |
| 1944      | ф   | Свистун                                       | The Whistler                           | работник ночлежки                                       |
| 1944      | ф   | Великий момент                                | The Great Moment                       | управляющий в клинике Мортона (в титрах не указан)      |
| 1944      | ф   | Когда незнакомцы женятся                      | When Strangers Marry                   | Альберт Фостер (в титрах не указан)                     |
| 1944      | ф   | Министерство страха                           | Ministry of Fear                       | мистер Ньюби (в титрах не указан)                       |
| 1944      | ф   | С тех пор, как ты ушёл                        | Since You Went Away                    | директор школы (в титрах не указан)                     |
| 1945      | ф   | Миллионы Гриссли                              | Grissly's Millions                     | Фред Палмор                                             |
| 1945      | ф   | Приключения Китти О'Дэй                       | Adventures of Kitty O'Day              | Робертс                                                 |
| 1945      | ф   | Косвенная улика                               | Circumstantial Evidence                | Болджер                                                 |
| 1945      | ф   | Главный ключ                                  | The Master Key                         | профессор Элвуд Хендерсон                               |
| 1945      | ф   | Скрытый глаз                                  | The Hidden Eye                         | Бёртон Лоррисон                                         |
| 1945      | ф   | Команда по поджогам                           | Arson Squad                            | Амос Бакстер                                            |
| 1945      | ф   | Охотники за сенсациями                        | Sensation Hunters                      | Марк Роджерс                                            |
| 1945      | кор | Команда чистоты                               | Purity Squad                           | доктор Ларен, он же доктор Дибсон                       |
| 1945      | ф   | Снафу                                         | Snafu                                  | Фил Форд                                                |
| 1945      | ф   | Улица греха                                   | Scarlet Street                         | Джонс, домовладелец (в титрах не указан)                |
| 1945      | ф   | Загнанный в угол                              | Cornered                               | ночной клерк в гостинице (в титрах не указан)           |
| 1946      | ф   | Французский ключ                              | The French Key                         | Пибоди                                                  |
| 1946      | ф   | Таинственный мистер М.                        | The Mysterious Mr. M                   | Уэзерби / мистер М                                      |
| 1946      | ф   | Житель равнин и леди                          | Plainsman and the Lady                 | мистер Симмонс                                          |
| 1946      | ф   | Дик Трейси против «Биллиардного шара»         | Dick Tracy vs. Cueball                 | Саймон Литтл                                            |
| 1946      | ф   | Крайний срок — на рассвете                    | Deadline at Dawn                       | ночной служащий (в титрах не указан)                    |
| 1946      | ф   | Почтальон всегда звонит дважды                | The Postman Always Rings Twice         | распорядитель на пикнике (в титрах не указан)           |
| 1946      | ф   | Саспенс                                       | Suspense                               | таксист (в титрах не указан)                            |
| 1946      | ф   | Перед самым рассветом                         | Just Before Dawn                       | Харрис, гримёр (в титрах не указан)                     |
| 1947      | ф   | Парень из Мичигана                            | The Michigan Kid                       | мистер Портер                                           |
| 1947      | ф   | Колокола Сан-Фернандо                         | Bells of San Fernando                  | Франциско Гарсия, кузнец миссии                         |
| 1947      | ф   | Крутой Махони                                 | Hard Boiled Mahoney                    | профессор Куизард                                       |
| 1947      | ф   | Приключения Дона Койота                       | The Adventures of Don Coyote           | Генри Фелтон                                            |
| 1947      | ф   | Слишком много победителей                     | Too Many Winners                       | Бен Эдвардс/Клод Бейтс                                  |
| 1947      | ф   | Линда, будь добра                             | Linda Be Good                          | владелец книжного магазина                              |
| 1947      | ф   | Китайское кольцо                              | The Chinese Ring                       | Армстронг                                               |
| 1947      | ф   | Мне не поверят                                | They Won't Believe Me                  | Гарри Бэскомб, работник морга (в титрах не указан)      |
| 1948      | ф   | Из шторма                                     | Out of the Storm                       | Эл Вейнсток                                             |
| 1948      | ф   | Я сдаюсь, дорогая                             | I Surrender Dear                       | Джордж Роджерс                                          |
| 1948      | ф   | Три мушкетера                                 | The Three Musketeers                   | Бонасье                                                 |
| 1948      | ф   | Он бродил по ночам                            | He Walked by Night                     | Фредди, сотрудник архивного бюро (в титрах не указан)   |
| 1949      | ф   | Я застрелил Джесси Джеймса                    | I Shot Jesse James                     | клерк в «Силвер Кинг»                                   |
| 1949      | ф   | Поджоги                                       | Arson, Inc.                            | Томас Пейсон                                            |
| 1949      | ф   | Колыбель Сатаны                               | Satan's Cradle                         | Генри Лейн, проповедник                                 |
| 1949      | ф   | Банда Дэлтона                                 | The Dalton Gang                        |                                                         |
| 1949      | ф   | Красная пустыня                               | Red Desert                             | Спарки Джексон                                          |
| 1949      | ф   | Самсон и Далила                               | Samson and Delilah                     | (в титрах не указан)                                    |
| 1950      | ф   | Девушка из Сан-Лоренцо                        | The Girl from San Lorenzo              | Росс, агент на станции                                  |
| 1950      | ф   | Всадники Солт-Лейка                           | Salt Lake Raiders                      | Джон Саттон, адвокат                                    |
| 1950      | ф   | Шампанское для Цезаря                         | Champagne for Caesar                   | Джеральд                                                |
| 1950      | ф   | Возвращение Джесси Джеймса                    | The Return of Jesse James              | Рьюф Дэкин                                              |
| 1950      | кор | Пэл, собачий детектив                         | Pal, Canine Detective                  |                                                         |
| 1950      | ф   | Эксперимент Алькатрас                         | Experiment Alcatraz                    | Джим Карлтон, риэлтор                                   |
| 1950      | ф   | Тёмный город                                  | Dark City                              | менеджер мотеля (в титрах не указан)                    |
| 1950      | ф   | Станция Юнион                                 | Union Station                          | Хорас, клерк в багажном отделении(в титрах не указан)   |
| 1950      | с   | Серебряный театр (2 эпизода)                  | The Silver Theatre                     |                                                         |
| 1950      | с   | Дик Трейси                                    | Dick Tracy                             | Блоутоп                                                 |
| 1950—1953 | с   | Театр у камина (5 эпизодов)                   | Fireside Theatre                       |                                                         |
| 1950—1957 | с   | Одинокий рейнджер (4 эпизода)                 | The Lone Ranger                        | Джо Бенсон/Мэджил/Чед Кендалл/Руф Бартон                |
| 1951      | ф   | Бензиновая аллея                              | Gasoline Alley                         | Чарльз Д. Хейвен                                        |
| 1951      | ф   | В родном городе                               | Home Town Story                        | Берни Майлс                                             |
| 1951      | ф   | Девушка из ФБР                                | FBI Girl                               | клерк в морге                                           |
| 1951      | ф   | Морской шершень                               | The Sea Hornet                         | клерк                                                   |
| 1951      | с   | Шоу Эбботта и Костелло                        | The Abbott and Costello Show           | доктор Блузак                                           |
| 1951      | с   | Звёзды над Голливудом (3 эпизода)             | Stars Over Hollywood                   |                                                         |
| 1951—1952 | с   | Отряд (2 эпизода)                             | Racket Squad                           | Андерсон                                                |
| 1951—1958 | с   | Приключения Дикого Билла Хикока (5 эпизодов)  | Adventures of Wild Bill Hickok         |                                                         |
| 1952      | ф   | Стальной кулак                                | The Steel Fist                         | профессор Кардин                                        |
| 1952      | ф   | Роза Симаррона                                | Rose of Cimarron                       | коронер                                                 |
| 1952      | ф   | Шесть моих заключённых                        | My Six Convicts                        | доктор Бринт, дантист                                   |
| 1952      | ф   | Земля апачей                                  | Apache Country                         | секретарь Бартлетт                                      |
| 1952      | ф   | Криппл-Крик                                   | Cripple Creek                          | С. Хоукинс (в титрах не указан)                         |
| 1952      | ф   | Звезда                                        | The Star                               | аптекарь (в титрах не указан)                           |
| 1952      | ф   | Снайпер                                       | The Sniper                             | Питер Эурека (в титрах не указан)                       |
| 1952      | с   | Космический патруль                           | Space Patrol                           |                                                         |
| 1952      | с   | Живая Библия (3 эпизода)                      | The Living Bible                       | фарисей                                                 |
| 1952—1954 | с   | Моя маленькая Марджи (2 эпизода)              | My Little Margie                       | профессор Нельсон                                       |
| 1953      | ф   | Магнитный монстр                              | The Magnetic Monster                   | мистер Саймон                                           |
| 1953      | ф   | Бандиты запада                                | Bandits of the West                    | Эрик Стриклер                                           |
| 1953      | ф   | Беги к холмам                                 | Run for the Hills                      | мистер Симпсон                                          |
| 1953      | ф   | Пылающая страсть                              | The Flaming Urge                       | А. Хорас Пендер                                         |
| 1953      | с   | Я люблю Люси                                  | I Love Lucy                            | руководитель оркестра                                   |
| 1953      | с   | Альманах                                      | Omnibus                                | Горацио                                                 |
| 1953      | с   | Твоя любимая история (2 эпизода)              | Your Favorite Story                    |                                                         |
| 1953—1963 | с   | Шоу Рэда Скелтона (5 эпизодов)                | The Red Skelton Show                   | разные роли                                             |
| 1953—1955 | с   | Театр звезд от «Шлитц» (5 эпизодов)           | Schlitz Playhouse of Stars             |                                                         |
| 1953—1956 | с   | Театр четырёх звезд (4 эпизода)               | Four Star Playhouse                    | клерк/менеджер банка/Слэттери                           |
| 1953—1959 | с   | Дни в долине смерти (3 эпизода)               | Death Valley Days                      | гробовщик Сэм Гиббс/Герберт Уиллис/фотограф             |
| 1953—1957 | с   | Телевизионный театр от «Форд» (3 эпизода)     | The Ford Television Theatre            | Смэтерс/ремонтник                                       |
| 1954      | ф   | Королева скота из Монтаны                     | Cattle Queen of Montana                | клерк в офисе по землеустройству                        |
| 1954      | тф  | Тревога                                       | Alarm                                  | Бренан                                                  |
| 1954      | ф   | Королева скота из Монтаны                     | Cattle Queen of Montana                | клерк в офисе (в титрах не указан)                      |
| 1954      | ф   | Силвер Лоуд                                   | Silver Lode                            | Прескотт, банкир (в титрах не указан)                   |
| 1954      | с   | Порт                                          | Waterfront                             | Гарольд Эванс                                           |
| 1954—1957 | с   | Видеотеатр от «Люкс» (5 эпизодов)             | Lux Video Theatre                      |                                                         |
| 1954—1955 | с   | Шоу Джорджа Бернса и Грейси Аллен (2 эпизода) | The George Burns and Gracie Allen Show | мистер Руди/мистер Талли                                |
| 1955      | ф   | Негодяи                                       | The Spoilers                           | Монтроуз                                                |
| 1955      | с   | Театр от «Дженерал Электрик»                  | General Electric Theater               | управляющий магазином                                   |
| 1955—1957 | с   | Кульминация (6 эпизодов)                      | Climax!                                |                                                         |
| 1956      | ф   | Ты не сможешь сбежать от него                 | You Can't Run Away from It             | Биллингс, секретарь Эндрю                               |
| 1956      | ф   | Отчаянные в городе                            | The Desperados Are in Town             | Джим Дэй                                                |
| 1956      | с   | Наша мисс Брукс                               | Our Miss Brooks                        | мистер Ирвинг Фишер                                     |
| 1956      | с   | Миллионер                                     | The Millionaire                        | банковский менеджер Морроу                              |
| 1956      | с   | Джим из джунглей                              | Jungle Jim                             | профессор Джеймс Уэст                                   |
| 1956      | с   | Телефонное время                              | Telephone Time                         | мистер Пёрди                                            |
| 1957      | ф   | Нарушители комендантского часа                | Curfew Breakers                        | директор школы                                          |
| 1957      | ф   | Берег реки                                    | The River's Edge                       | Флойд Барри                                             |
| 1957      | ф   | Незнакомец в Сиерре                           | Sierra Stranger                        | клерк по возвратам Келсо                                |
| 1957      | ф   | Перестрелка в Монтрее                         | Gun Battle at Monterey                 | Карсон                                                  |
| 1957      | ф   | Наверху в дыму                                | Up in Smoke                            | сатана                                                  |
| 1957      | ф   | Дама в лосинах                                | The Buckskin Lady                      | Летэм                                                   |
| 1957      | с   | Разыскивается живым или мёртвым               | Wanted: Dead or Alive                  | священник                                               |
| 1957—1961 | с   | Истории Уэллс-Фарго (3 эпизода)               | Tales of Wells Fargo                   | клерк на телеграфе/мистер Ларсон/Джордж Маклюн          |
| 1957      | с   | Есть оружие – будут путешествия               | Have Gun - Will Travel                 | гробовщик                                               |
| 1957      | с   | Письмо к Лоретте                              | Letter to Loretta                      | Энди                                                    |
| 1957      | с   | Утренний театр                                | Matinee Theatre                        |                                                         |
| 1957      | с   | Как выйти замуж за миллионера                 | How to Marry a Millionaire             | маленький человек                                       |
| 1957      | с   | Театр от «Алкоа»                              | Alcoa Theatre                          | Элкин                                                   |
| 1957—1958 | с   | Декабрьская невеста (2 эпизода)               | December Bride                         | мистер Бёрнс                                            |
| 1958      | ф   | Встречаться постоянно                         | Going Steady                           | мистер Джордж Портер                                    |
| 1958      | ф   | Долгое жаркое лето                            | The Long, Hot Summer                   | Харрис (в титрах не указан)                             |
| 1958      | с   | Театр 90 (2 эпизода)                          | Playhouse 90                           | Фрэнк Пост                                              |
| 1958      | с   | Освободите место для папочки (2 эпизода)      | Make Room for Daddy                    | Генри Миллер/Эд Волф                                    |
| 1958      | с   | Маверик (2 эпизода)                           | Maverick                               | гостиничный клерк                                       |
| 1958      | с   | Подозрение                                    | Suspicion                              |                                                         |
| 1959      | ф   | Король диких жеребцов                         | King of the Wild Stallions             | А.Б. Оркатт                                             |
| 1959      | ф   | Крупная школьная шишка                        | High School Big Shot                   | мистер Мэтьюз                                           |
| 1959      | ф   | Набор бунтарей                                | The Rebel Set                          | кондуктор в чикагском поезде                            |
| 1959      | с   | Приключения Рин Тин Тина                      | The Adventures of Rin Tin Tin          | Пайнис Крэбтри                                          |
| 1959      | с   | Представитель закона                          | Lawman                                 | Гарри Дорн                                              |
| 1959      | с   | Маркэм                                        | Markham                                | доктор Кауден                                           |
| 1959      | с   | Неприкасаемые                                 | The Untouchables                       | Джулиус Имбри                                           |
| 1959—1964 | с   | Бонанза (3 эпизода)                           | Bonanza                                | священник/Тейлор/Джастин Флэннери                       |
| 1959      | с   | Сумеречная зона                               | The Twilight Zone                      | Чарли                                                   |
| 1959—1964 | с   | Караван повозок (5 эпизодов)                  | Wagon Train                            | разные роли                                             |
| 1960      | ф   | Кровь убийцы Ма Бейкер                        | Ma Barker's Killer Brood               | доктор Гелф                                             |
| 1960      | ф   | Убить за 12 часов                             | Twelve Hours to Kill                   | Селби Гарднер                                           |
| 1960      | тф  | Самый медленный стрелок на западе             | The Slowest Gun in the West            | клерк                                                   |
| 1960      | с   | Шаг за                                        | One Step Beyond                        | судья                                                   |
| 1960      | с   | Деннис-мучитель (2 эпизода)                   | Dennis the Menace                      | Фредерик Тимберлейк                                     |
| 1960      | с   | Гавайский глаз                                | Hawaiian Eye                           | мистер Дженнингс                                        |
| 1960—1963 | с   | Сыромятная плеть (2 эпизода)                  | Rawhide                                | фермер/Лисмор                                           |
| 1960—1962 | с   | Лесси (4 эпизода)                             | Lassie                                 | Милт Стюарт/Дэн Портер                                  |
| 1960—1968 | с   | Диснейленд (4 эпизода)                        | Disneyland                             | Генри Питерсон/директор школы/мистер Сибли              |
| 1961      | ф   | Сообщник дьявола                              | Devil's Partner                        | Пейперс                                                 |
| 1961      | ф   | Пригоршня чудес                               | Pocketful of Miracles                  | Ллойд (в титрах не указан)                              |
| 1961      | с   | Горячая линия                                 | Hot Off the Wire                       | Джон Микер                                              |
| 1961—1966 | с   | Хэзел                                         | Hazel                                  | мистер Мур/Уилли Гэффни/мистер Циммерман/Ларри          |
| 1962      | ф   | Скачи по высокогорью                          | Ride the High Country                  | Абнер Сэмсон (в титрах не указан)                       |
| 1962      | с   | Пит и Глэдис                                  | Pete and Gladys                        |                                                         |
| 1962      | с   | 87-й участок                                  | 87th Precinct                          | Фрэнк                                                   |
| 1962      | с   | Сансет-Стрип, 77                              | 77 Sunset Strip                        | Клайд Гринфилд                                          |
| 1962—1966 | с   | Дымок из ствола (2 эпизода)                   | Gunsmoke                               | Олли/Дули                                               |
| 1962—1965 | с   | Перри Мейсон (2 эпизода)                      | Perry Mason                            | сотрудник аэропорта/Леверетт Томас                      |
| 1962—1965 | с   | Деревенщина из Беверли-Хиллз                  | The Beverly Hillbillies                | Лерой Лестер/местный житель                             |
| 1964      | с   | Путешествие Джейми Макфитерза                 | The Travels of Jaimie McPheeters       | Хикки                                                   |
| 1964      | с   | Правосудие Берка (2 эпизода)                  | Burke's Law                            | Белдон/Ховард                                           |
| 1965      | с   | Беглец                                        | The Fugitive                           | Колби, гостиничный клерк                                |
| 1965      | с   | Шоу Пэтти Дьюк                                | The Patty Duke Show                    | мистер Томпкинс                                         |
| 1965      | с   | Семейка Аддамс                                | The Addams Family                      | мистер Белмонт                                          |
| 1965      | с   | Мистер Эд                                     | Mister Ed                              | мистер Глорби                                           |
| 1965—1966 | с   | Шоу Энди Гриффита (3 эпизода)                 | The Andy Griffith Show                 | клерк/Гарри Босворт/Фред, гостиничный клерк             |
| 1965—1967 | с   | Шоу Люси                                      | The Lucy Show                          | мистер Триндл/Фред Данбар                               |
| 1965—1969 | с   | Станция Юбочкино (22 эпизода)                 | Petticoat Junction                     | мистер Гирни/Уэнделл Гиббс                              |
| 1965—1966 | с   | Моя мать машина (2 эпизода)                   | My Mother the Car                      | мистер Крут/Микс                                        |
| 1966      | с   | Зеленые просторы                              | Green Acres                            | мистер Мелвин                                           |
| 1966      | с   | Хани Вест                                     | Honey West                             | Артур Бёрд                                              |
| 1966      | с   | Напряги извилины                              | Get Smart                              | Буш                                                     |
| 1967      | с   | Ларедо (3 эпизода)                            | Laredo                                 | Э.Дж. Холлингсворт Морс/Лесли Уиммс/Мартингейл          |
| 1967      | с   | Капитан Найс (7 эпизодов)                     | Captain Nice                           | мистер Нэш                                              |
| 1967      | с   | Временное пространство                        | The Time Tunnel                        | владелец салуна Уильямс                                 |
| 1967      | с   | Манкиз                                        | The Monkees                            | Грут                                                    |
| 1967      | с   | Дэниэл Бун                                    | Daniel Boone                           | Томас Гудлиф                                            |
| 1968      | с   | Дикий дикий запад                             | The Wild Wild West                     | окружной клерк                                          |
| 1968      | с   | Адам-12                                       | Adam-12                                | водитель                                                |
| 1968—1969 | с   | Отряд «Стиляги»                               | The Mod Squad                          | аптекарь/Артур Куинн                                    |
| 1970      | тф  | Война любви                                   | The Love War                           | Уилл                                                    |
| 1970      | ф   | Ковбои округа Калико                          | Cockeyed Cowboys of Calico County      | священник Маршалл                                       |
| 1970      | ф   | Жил-был обманщик                              | There Was a Crooked Man...             | член городского совета (в титрах не указан)             |